# Here Lies Love
Here Lies Love è un album discografico realizzato in collaborazione tra David Byrne e Fatboy Slim e pubblicato nell'aprile 2010.

## Il disco
Si tratta di un concept album incentrato sulla vita della first lady delle Filippine Imelda Marcos, moglie del presidente Ferdinand Marcos.
All'album hanno partecipato 22 vocalist, tra cui Florence Welch, Cyndi Lauper, Tori Amos, Martha Wainwright, Natalie Merchant, Sia e Santigold. L'unico cantante uomo è Steve Earle, oltre a Byrne. Il disco è stato pubblicato in diversi formati, incluso uno contenente due CD, un DVD con diversi video ed un libro di 120 pagine.
Il singolo promozionale Please Don't (con Santigold alla voce) è stato diffuso nel gennaio 2010.
L'album è stato adattato dagli stessi Byrne e Fatboy Slim in un musical rock a partire dal 2012. Il musical ha debuttato al The Public Theater di New York sotto la regia di Alex Timbers.

## Tracce
CD 1
1. Here Lies Love - 5:52 (feat. Florence Welch)
2. Every Drop of Rain - 5:34 (feat. Candie Payne & St. Vincent)
3. You'll Be Taken Care - 3:20 (feat. Tori Amos)
4. The Rose of Tacloban - 2:33 (feat. Martha Wainwright)
5. How Are You? - 2:43 (feat. Nellie McKay)
6. A Perfect Hand - 4:58 (feat. Steve Earle)
7. Eleven Days - 2:44 (feat. Cyndi Lauper)
8. When She Passed By - 3:50 (feat. Allison Moorer)
9. Walk Like a Woman - 3:59 (feat. Charmaine Clamor)
10. Don't You Agree? - 3:20 (feat. Róisín Murphy)
11. Pretty Face - 3:23 (feat. Camille)
12. Ladies in Blue - 4:21 (feat. Theresa Andersson)

CD 2
1. Dancing Together - 3:53 (feat. Sharon Jones)
2. Men Will Do Anything - 4:06 (feat. Alice Russell)
3. The Whole Man - 4:15 (feat. Kate Pierson)
4. Never So Big - 4:00 (feat. Sia)
5. Please Don't - 3:59 (feat. Santigold)
6. American Troglodyte - 4:07
7. Solano Avenue - 3:56 (feat. Nicole Atkins)
8. Order 1081 - 5:47 (feat. Natalie Merchant)
9. Seven Years - 5:40 (feat. Shara Worden)
10. Why Don't You Love Me? - 3:58 (feat. Tori Amos & Cyndi Lauper)